# Marlène Meyer-Dunker
Marlène Meyer-Dunker (* 18. Februar 1979 in Hamburg) ist eine deutsche Schauspielerin.

## Leben
Marlène Meyer-Dunker wurde als Kind eines deutschen Vaters und einer spanischen Mutter geboren und wuchs in Hamburg auf. Mit sieben Jahren begann sie eine Ballettausbildung, da sie, wie ihre Mutter, die Solistin an der Hamburger Staatsoper war, Balletttänzerin werden wollte. Zum ersten Mal war sie auf der Bühne der Hamburger Staatsoper als Krokus in den "Vier Jahreszeiten" zu sehen. Bis zu ihrem fünfzehnten Lebensjahr nahm sie Ballett- und Klavierunterricht. Sie ging auf das Gymnasium Kaiser-Friedrich-Ufer in Hamburg. Bereits während der Schulzeit war sie in unterschiedlichen Filmproduktionen zu sehen. Mit vierzehn Jahren hatte sie ihr erstes Casting für eine Hauptrolle der ZDF-Serie "Gezeiten der Liebe" und bekam die Rolle. Darauf folgte eine Hauptrolle in dem Spielfilm "Der Pakt – Wenn Kinder töten" mit Daniel Brühl unter der Regie von Miguel Alexandre. Darauf folgten zahlreiche Film- und Fernsehrollen, die sie während ihres Abiturs in Hamburg spielte. Von 1999 bis 2003 ließ sie sich auf der Hochschule für Schauspielkunst „Ernst Busch“ Berlin ausbilden, wo sie mit Auszeichnung abschloss. Danach trat sie im BAT Studiotheater Berlin, in den Kammerspielen DT Berlin, bei den Vereinigten Bühnen Bozen, im Theater Heidelberg, im Winterhuder Fährhaus Hamburg, im Schauspiel Leipzig, im Staatsschauspiel Dresden, bei den Ruhrfestspielen Recklinghausen, im Neuen Theater Halle, im Schauspiel Magdeburg, am Ernst Deutsch Theater Hamburg, an den Hamburger Kammerspielen, im Tiroler Landestheater Innsbruck und im Maxim Gorki Theater Berlin auf.
Sie arbeitete unter anderem mit den Regisseuren Wolfgang Engel, Mona Kraushaar, Volker Lösch, Jan Jochymski und Armin Petras.

## Filmografie
- 1994: Gezeiten der Liebe
- 1995: Der Pakt – Wenn Kinder töten
- 1995: Gegen den Wind
- 1996: Freunde fürs Leben
- 1996: Nach uns die Sintflut
- 1997: alphateam
- 1998: Neonnächte
- 1998: Drunter und Drüber
- 1998: Bier – Anschlag auf das Oktoberfest
- 1999: Hans im Glück
- 1999: Unser Charly
- 1999: Schrei – denn ich werde dich töten!
- 1999: Die Wache
- 2001: Das Schweigen (Kurzfilm)
- 2001: Ein schöner Tag (Kurzfilm)
- 2004: Kometen
- 2007: Zitronenfalter, halt’s Maul